# Nicolás de Viar y Egusquiza
Nicolás de Viar y Egusquiza (Bilbao, 1865-1947) fue un escritor y político nacionalista vasco. Fue condiscípulo de Unamuno en el Instituto Vizcaíno, ejerció como abogado, concejal y prolífico escritor. Participó activamente en la vida política vasca del cambio de siglo y en el primer gobierno vasco.

## Trayectoria política
Perteneció la sociedad Euskal Erria (partido político predecesor del PNV que acabaría integrándose en sus filas), siendo vocal de su junta desde 1886 y concejal de la villa de esta coloración (Euskalerriakos). En 1899 pasa a desempeñar la secretaría del primer Centro Vasco nacionalista. Tras la muerte de Sabino Arana, de quien era amigo personal, fue expulsado del PNV 
en 1906 por sus ideas liberales. 
Jesús María Leizaola le nombró miembro de la comisión jurídica asesora del primer gobierno vasco en 1936. Mantuvo siempre su independencia política, incluso contra el gobierno del que formaba parte, defendiendo al cónsul austriaco Wakonigg, ejecutado tras acusado de espionaje. Su participación en el gobierno de Aguirre le valió ser condenado, tras la caída de Bilbao en 1937, contando 72 años de edad, a prisión.

## Obra
La mayoría de su obra se encuadra en un costumbrismo bilbaíno, destacando sobre todo en teatro, poesía y relatos cortos. Será uno de los máximos exponentes del teatro propagandista del ideario nacionalista y del "antimaquetismo" literario de esos años.
Publicó en el periódico "Euskalduna" y en el semanario "Ibaizabal" fundado por Resurrección María de Azkue para promocionar el cultivo de las letras vascas. Colaboró también en "La Unión Vasco-Navarra", publicación de la Sociedad Euskal Erria. Es en este medio donde publica en 1886 un poema patriótico titulado Euskaria y luego da a conocer a su conocido personaje "Pachi, el de los paliques".

### Los Paliques de Pachico
El personaje más popular creado por Nicolas de Viar fue, sin duda, Pachico Achalandabaso, un ocurrente zapatero con taller en la calle Tendería del Casco Viejo de Bilbao. Apareció por primera vez como personaje secundario en la obra teatral Tercero sin principal. Sus aventuras y desventuras fueron publicadas en forma de relatos cortos en periódico '‘Euzkadi’', y recopilados en un libro publicado en 1932.

### Teatro
- Euterpe fúlgida, 1897 (en colaboración con Óscar Rochelt) ;
- ¡Ospa! ¡Ospa!, 1905;
- La marcha de las antorchas, 1906;
- A mal dar, 1907;
- Tercero sin principal,1909 (escrita junto a José María de Maruri);
- Tutti contenti, 1911;
- Alma vasca, 1911;
- Nerea, 1912;
- Maite, 1913;
- Además firmó Manu Soro, 1914;
- Un chimbo, 1920 (obra sobre Sabino Arana, en colaboración con Emiliano de Arriaga).